# وادي الرديسية
قرية وادي الرديسية هي إحدى القرى التابعة لمركز إدفو في محافظة أسوان في جمهورية مصر العربية.